# ポゴステモン・ヘルフェリー

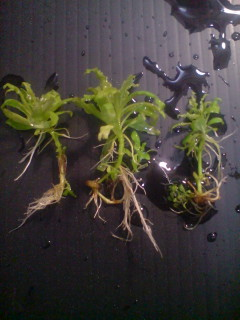
一見するとロゼットの群体に見えるが、横から見ると、有茎草であるのがよく分かる。

ポゴステモン・ヘルフェリー (学名:Pogostemon helferi) は、タイ王国原産のシソ科の水草である。葉一枚の長さは数センチほどと非常に小さな水草で、レタスのように縮れた葉が特徴である。一見すると、ロゼットにみえるが、茎を持つタイプの水草であり、茎の脇から脇芽を出して横に増える。茎は非常に短く、成長しても、高さ5センチに満たない。そのため、横に茂みを作りながら増えて行く、ランナータイプの水草のようである。

## 利用
アクアリウムで栽培する観賞用水草として流通している。小型で濃密な茂みを作るため、水槽の前の方を飾る目的で使われることが多いようだ。

## 栽培
導入されて10年に満たない、新しい水草である。そのため、栽培例や栽培に関するデータが少なく、未知の部分や確立されていない部分が多い。栽培に関して一般的なことは、成長速度が遅くすぐには増えないこと、成長すると、横に広がりながら茂みを作ること、葉を密に付け背は高くならない、といったことくらいである。